# Thrymr (satélite)

Descoberta do satélite Thrymr.

Thrymr, também conhecido como Saturn XXX, é um satélite natural de Saturno. Sua descoberta foi anunciada por Gladman, et al. em 2000, recebendo a designação provisória S/2000 S 7.
Thrymr tem cerca de 7 km de diâmetro, e orbita Saturno a uma distância média de 20 439 600 km em 1094,09 dias, com uma inclinação de 173,66° com a eclíptica, em uma direção retrógrada com uma excentricidade de 0,4655.
Foi nomeado a partir de Thrymr, da mitologia nórdica. Ele originalmente se chamava Thrym, porém mais tarde o nome foi corrigido.